# Louise Harel

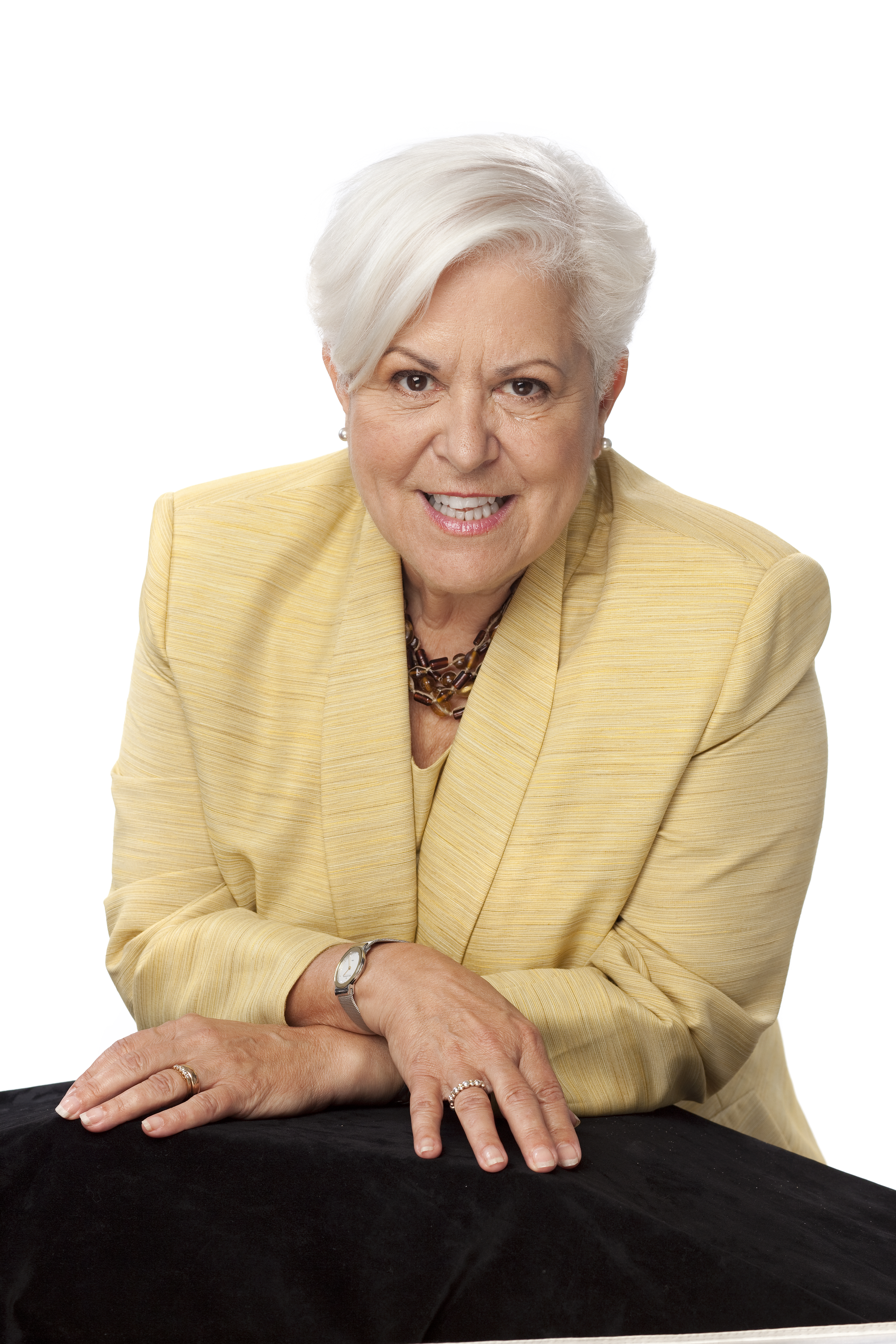
Louise Harel (2009)

Louise Harel (* 22. April 1946 in Blainville, Québec) ist eine kanadische Politikerin der Parti Québécois, die Ministerin in verschiedenen Regierungen der Provinz Québec, 2005 kommissarische Vorsitzende der Parti Québécois, von 2002 bis 2003 Präsidentin der Nationalversammlung von Québec war.

## Leben
Louise Harel, Tochter des Historikers und Schulleiters Roger Harel und der Friseurin Mignonne Laroche, erwarb 1965 ein Baccalauréat ès arts am Séminaire Sainte-Thérèse und absolvierte danach ein Studium der Soziologie an der Universität Montreal. Sie engagierte sich während des Studiums 1968 als Vizepräsidentin der Union générale des étudiants du Québec, der Allgemeinen Studentenvereinigung von Quebec und war zudem zwischen 1970 und 1971 Ständiges Mitglied des nationalen Sekretariats der Parti Québécois (PQ). Nachdem sie zwischen 1971 und 1974 Mitarbeiterin des Rates für soziale Entwicklung der Metropolregion Montreal war, begann ein Studium der Rechtswissenschaften an der Universität Montreal und schloss dieses 1977 ab. Daneben fungierte sie von 1974 und 1979 als Präsidentin der PQ in der Region Montreal-Centre. Sie erhielt 1978 ihre Zulassung als Rechtsanwältin in der Provinz Québec und arbeitete zwischen 1979 und 1981 als Verantwortliche für Frauen im Montrealer Sozialdienstzentrum. Zu dieser Zeit war sie von 1979 bis 1981 auch stellvertretende Vorsitzende der PQ und engagierte sich des Weiteren als Mitglied der Fédération des femmes du Québec, zahlreicher Genossenschaften und auch als Mitglied der Société Saint-Jean-Baptiste de Montréal (SSJBM), eine am 8. März 1834 vom Journalisten Ludger Duvernay unter dem ursprünglichen Namen „Association“ gegründete Organisation in Quebec mit dem Leitmotto „Hilf dir selbst und der Himmel wird dir helfen“.
Bei der Wahl am 13. April 1981 wurde Louise Harel für die PQ im Wahlkreis „Maisonneuve“ erstmals zum Mitglied der Nationalversammlung von Québec gewählt, konnte sich dabei gegen den bisherigen Wahlkreisinhaber Georges Lalande von der Parti libéral du Québec durchsetzen und vertrat diesen Wahlkreis nach ihrer Wiederwahl am 2. Dezember 1985 bis zu dessen Auflösung zur Wahl am 25. September 1989. Während ihrer Parlamentszugehörigkeit war sie zwischen dem 15. März und dem 25. September 1984 Vorsitzende des Ausschusses für Wirtschaft und Arbeit. Sie wurde danach in das Kabinett von Premierminister René Lévesque berufen, in dem sie zunächst zwischen dem 25. September und dem 27. November 1984 Minister für den Kulturgemeinschaften und Einwanderung war. Später fungierte sie vom 16. Mai bis 3. Oktober 1985 als Parlamentarische Assistentin des Justizministers und bekleidete zwischen dem 11. Februar 1986 und dem 9. August 1989 als stellvertretende Vorsitzende des Kulturausschusses.
Bei der Wahl am 25. September 1989 wurde Louise Harel für die PQ im neu geschaffenen Wahlkreis „Hochelaga-Maisonneuve“ wiederum zum Mitglied der Nationalversammlung gewählt, der sie nach ihren Wiederwahlen am 12. September 1994, 30. November 1998, 14. April 2003 und am 26. März 2007 bis zu ihrem Verzicht auf eine erneute Kandidatur bei der Wahl am 8. Dezember 2008 mehr als 27 Jahre lang angehörte. Bei der Wahl am 8. Dezember 2008 wurde ihre Parteifreundin Carole Poirier zur neuen Abgeordneten für den Wahlkreis „Hochelaga-Maisonneuve“ gewählt. Sie war zwischen dem 29. November 1989 und dem 24. Juli 1994 Vorsitzende des Bildungsausschusses und bekleidete im Kabinett von Premierminister Jacques Parizeau vom 26. September 1994 bis 29. Januar 1996 das Amt als Staatsministerin für Beratung und Beschäftigung. Im darauf folgenden Kabinett von Premierminister Lucien Bouchard übernahm sie anfangs zwischen dem 29. Januar 1996 und dem 25. Juni 1997 den Posten als Staatsministerin für Beschäftigung und Solidarität beziehungsweise vom 25. Juni 1997 bis 15. Dezember 1998 als Ministerin für Beschäftigung und Solidarität. Zugleich war sie zwischen dem 29. Januar 1996 und dem 15. Dezember 1998 Ministerin für Einkommenssicherheit und zuständige Ministerin für die Stellung der Frau. Nach einer Umbildung des Kabinetts Bouchard wurde sie am 15. Dezember 1998 Staatsministerin für kommunale Angelegenheiten und Metropolen und bekleidete dieses Ministeramt vom 8. März 2001 bis zum bis 30. Januar 2002 auch im darauf folgenden Kabinett von Premierminister Bernard Landry.
Als Nachfolgerin ihres Parteifreundes Jean-Pierre Charbonneau übernahm Louise Harel während der 36. Legislaturperiode am 12. März 2002 das Amt als Präsidentin der Nationalversammlung und behielt dieses bis zum 4. Juni 2003, woraufhin Michel Bissonnet von der Parti libéral du Québec zu Beginn der 37. Legislaturperiode neuer Parlamentspräsident wurde. Zum Ende ihrer Parlamentszugehörigkeit war sie zwischen dem 6. Juni 2003 und dem 6. Juni 2005 Vorsitzende des Ausschusses für Verkehr und Umwelt und fungierte danach vom 6. Juni 2005 bis 21. August 2006 Oppositionsführerin in der Nationalversammlung. Nach dem Rücktritt von Bernard Landry übernahm sie 2005 vorübergehend die Funktion als kommissarische Vorsitzende der Parti Québécois und wurde in dieser von Parti Québécois abgelöst. Sie war in der Nationalversammlung zwischen dem 29. November 2006 und dem 21. Februar 2007 stellvertretende Vorsitzende des Ausschusses für Landwirtschaft, Fischerei und Ernährung sowie zuletzt vom 25. Mai 2007 bis zum 5. November 2008 Vorsitzende des Bildungsausschusses.
Nach ihrem Ausscheiden aus dem Parlament engagierte sich Louise Harel verstärkt in der Kommunalpolitik und fungierte zwischen dem 29. Juni 2009 und September 2013 als Vorsitzende der Kommunalpartei Vision Montreal, für die sie sich bei der Kommunalwahl am 2. November 2009 für das Amt als Bürgermeisterin von Montreal kandidierte. Sie verlor allerdings mit 137.301 Stimmen (32,73 Prozent) gegen den Amtsinhaber Gérald Tremblay, der als Kandidat der Union Montréal 159.020	Stimmen (37,9 Prozent) erhielt. Sie wurde allerdings bei der Kommunalwahl am 2. November 2009 für den Bezirk „Maisonneuve-Longue-Pointe“ zum Mitglied des Stadtrates von Montreal gewählt, dem sie bis zu ihrer Niederlage als Kandidatin im Bezirk „Sainte-Marie“ bei der Kommunalwahl am 3. November 2013 angehörte. Während dieser Zeit war sie von 2009 bis 2013 Oppositionsführerin im Gemeinderat. Sie ist seit Januar 2014 ehrenamtliche Moderatorin bei Radio-Ville-Marie (IRA-FM), seit Juli 2015 Mitglied des Vorstands von Juripop und wurde 2022 zur Präsidentin des französischen Sprachausschusses von Montreal ernannt.

## Ehrungen und Auszeichnungen
Louise Harel wurde am 17. März 2004 mit dem Großkreuz des Ordre de la Pléiade der Parlamentarischen Versammlung der Frankophonie ausgezeichnet und erhielt am 13. Mai 2014 die Ehrenmedaille der Nationalversammlung. Im Mai 2015 erhielt sie den „René Chaloult“-Preis der Vereinigung ehemaliger Parlamentarier von Quebec sowie im Juni 2015 den Preis für Verdienste der Vereinigung der Juraabsolventen der Universität Montreal. Am 20. Juni 2019 wurde sie des Weiteren zur Offizierin des Ordre national du Québec und 2021 zur Ehrenbürgerin der Stadt Montreal ernannt.